# Borzykowa (województwo świętokrzyskie)
Borzykowa – wieś w Polsce położona w województwie świętokrzyskim, w powiecie kieleckim, w gminie Chmielnik.
| SIMC    | Nazwa              | Rodzaj  |
| ------- | ------------------ | ------- |
| 0234620 | Borzykowska Wygoda | kolonia |

W latach 1975–1998 miejscowość administracyjnie należała do województwa kieleckiego.
Wieś stanowi sołectwo Borzykowa obejmujące obszar 496,80 ha, w którego skład wchodzą: Borzykowa Wieś, Borzykowska Wygoda, kolonia wsi Borzykowa.
Należy do parafii rzymskokatolickiej w Balicach.

## Historia
Według Słownika geograficznego Królestwa Polskiego z roku 1880, Borzykowa stanowiła wieś w ówczesnym powiecie stopnickim, gminie Szaniec, parafii Gnojno. Wieś odległa 2 wiorsty od szosy z Chmielnika do Buska. Według spisu miast, wsi, osad Królestwa Polskiego z 1827 roku było tu 25 domów i 206 mieszkańców.
Ślady osadnictwa na terenie wsi pochodzą z okresu kamienia, w Borzykowej znaleziono narzędzia z okresu neolitu. Ponadto odkryto ślady kultury łużyckiej, m.in. cmentarzysko ciałopalne. Zachowały się też wzmianki pisane z 1224 r. o naturalnych właściwościach obronnych Borzykowej.
W połowie XIX w. właścicielem majątku Borzykowa był Aleksander Slaski herbu Grzymała kapitan piechoty, uczestnik powstania listopadowego, którego siostra była żoną Prota Lelewela.